# Aleksandr Belavin
Aleksandr  "Sasha" Abrámovich Belavin (en ruso: Александр Абрамович Белавин, nacido en 1942)  es un físico ruso, conocido por sus contribuciones a la teoría de cuerdas.
Es profesor en la Universidad Independiente de Moscú e investigador en el Instituto Landau de Física Teórica. También es miembro del consejo editorial de la Revista Matemática de Moscú.

## Trabajo
Belavin participó en el descubrimiento del BPST instanton (1975), que ayudó a comprender la anomalía quiral y dio nuevas direcciones dentro de la teoría cuántica de campos. Con G. Avdeeva mostró evidencia de nuevos regímenes de acoplamiento para la teoría de campos de calibre (1973). También desarrolló las matrices S de Belavin, modelos exactamente solubles en teorías relativistas bidimensionales (1981). Fue coautor del artículo BPZ (1984) con Aleksandr Poliakov y Aleksandr Zamolódchikov sobre la teoría de campos conforme bidimensional, que se volvió importante para la teoría de cuerdas. Con Vadim Knizhnik obtuvo el teorema de Belavin-Knizhnik sobre amplitudes duales en teoría de cuerdas (1986).

## Premios
- Premio Pomeranchuk 2007 por logros notables en teoría cuántica de campos, como soluciones instantáneas en QCD, y profundos conocimientos en teoría de cuerdas conforme bidimensional.
- Premio Lars Onsager 2011, con AM Polyakov y A. Zamolodchikov por la creación de la teoría de campos conforme.

## Posiciones políticas
En febrero de 2022, firmó una carta abierta de científicos rusos condenando la invasión rusa de Ucrania en 2022. 

## Publicaciones
- Belavin AA; Polyakov AM; Zamolodchikov AB (1984). «Infinite conformal symmetry in two-dimensional quantum field theory». Nucl. Phys. B 241 (2): 333-80. Bibcode:1984NuPhB.241..333B. doi:10.1016/0550-3213(84)90052-X.
- Belavin, A.; Pugai, Y.; Zamolodchikov, A. (2012). Quantum Field Theories in Two Dimensions: Collected Works of Alexei Zamolodchikov. World Scientific. ISBN 978-981-4324-06-9.